# Lista planetelor minore/40301–40400
Aceasta este Lista planetelor minore/40301–40400; pentru a naviga prin lista completă vezi Lista planetelor minore.
Pentru ale detalii vezi și Proiect:Astronomie sau Portal:Astronomie.
| Nume      | Denumire provizorie | Data descoperirii | Locul descoperirii | Descoperitor(i)                     |
| --------- | ------------------- | ----------------- | ------------------ | ----------------------------------- |
| 40301 -   | 1999 JU93           | 12 mai 1999       | Socorro            | LINEAR                              |
| 40302 -   | 1999 JD98           | 12 mai 1999       | Socorro            | LINEAR                              |
| 40303 -   | 1999 JU98           | 12 mai 1999       | Socorro            | LINEAR                              |
| 40304 -   | 1999 JX104          | 12 mai 1999       | Socorro            | LINEAR                              |
| 40305 -   | 1999 JP111          | 13 mai 1999       | Socorro            | LINEAR                              |
| 40306 -   | 1999 JN112          | 13 mai 1999       | Socorro            | LINEAR                              |
| 40307 -   | 1999 JN115          | 13 mai 1999       | Socorro            | LINEAR                              |
| 40308 -   | 1999 JV120          | 13 mai 1999       | Socorro            | LINEAR                              |
| 40309 -   | 1999 JH131          | 13 mai 1999       | Socorro            | LINEAR                              |
| 40310 -   | 1999 KU4            | 18 mai 1999       | Socorro            | LINEAR                              |
| 40311 -   | 1999 KH13           | 18 mai 1999       | Socorro            | LINEAR                              |
| 40312 -   | 1999 KZ13           | 18 mai 1999       | Socorro            | LINEAR                              |
| 40313 -   | 1999 KV14           | 18 mai 1999       | Socorro            | LINEAR                              |
| 40314⁠(d)  | 1999 KR16           | 16 mai 1999       | La Silla           | A. C. Delsanti⁠(d), O. R. Hainaut⁠(d) |
| 40315 -   | 1999 LS             | 4 iunie 1999      | Socorro            | LINEAR                              |
| 40316 -   | 1999 LU4            | 7 iunie 1999      | Socorro            | LINEAR                              |
| 40317 -   | 1999 LO7            | 9 iunie 1999      | Catalina           | CSS                                 |
| 40318 -   | 1999 LQ9            | 8 iunie 1999      | Socorro            | LINEAR                              |
| 40319 -   | 1999 LR11           | 9 iunie 1999      | Socorro            | LINEAR                              |
| 40320 -   | 1999 LP14           | 9 iunie 1999      | Socorro            | LINEAR                              |
| 40321 -   | 1999 LA21           | 9 iunie 1999      | Socorro            | LINEAR                              |
| 40322 -   | 1999 LU23           | 9 iunie 1999      | Socorro            | LINEAR                              |
| 40323 -   | 1999 LF25           | 9 iunie 1999      | Socorro            | LINEAR                              |
| 40324 -   | 1999 LY30           | 12 iunie 1999     | Kitt Peak          | Spacewatch                          |
| 40325 -   | 1999 LW33           | 11 iunie 1999     | Catalina           | CSS                                 |
| 40326 -   | 1999 MA             | 18 iunie 1999     | Prescott           | P. G. Comba⁠(d)                      |
| 40327 -   | 1999 MB             | 17 iunie 1999     | Reedy Creek        | J. Broughton⁠(d)                     |
| 40328 Dow | 1999 MK             | 20 iunie 1999     | Junk Bond⁠(d)       | D. Healy⁠(d)                         |
| 40329 -   | 1999 ML             | 20 iunie 1999     | Catalina           | CSS                                 |
| 40330 -   | 1999 MN1            | 20 iunie 1999     | Anderson Mesa      | LONEOS                              |
| 40331 -   | 1999 MS1            | 17 iunie 1999     | Farpoint           | G. Hug⁠(d), G. Bell⁠(d)               |
| 40332 -   | 1999 NK             | 6 iulie 1999      | Reedy Creek        | J. Broughton⁠(d)                     |
| 40333 -   | 1999 NO1            | 12 iulie 1999     | Socorro            | LINEAR                              |
| 40334 -   | 1999 NS4            | 11 iulie 1999     | Višnjan            | K. Korlević                         |
| 40335 -   | 1999 NJ5            | 15 iulie 1999     | Višnjan            | K. Korlević                         |
| 40336 -   | 1999 NG6            | 13 iulie 1999     | Socorro            | LINEAR                              |
| 40337 -   | 1999 NN7            | 13 iulie 1999     | Socorro            | LINEAR                              |
| 40338 -   | 1999 NB8            | 13 iulie 1999     | Socorro            | LINEAR                              |
| 40339 -   | 1999 NF8            | 13 iulie 1999     | Socorro            | LINEAR                              |
| 40340 -   | 1999 NR8            | 13 iulie 1999     | Socorro            | LINEAR                              |
| 40341 -   | 1999 NU8            | 13 iulie 1999     | Socorro            | LINEAR                              |
| 40342 -   | 1999 NB9            | 13 iulie 1999     | Socorro            | LINEAR                              |
| 40343 -   | 1999 NH9            | 13 iulie 1999     | Socorro            | LINEAR                              |
| 40344 -   | 1999 NN9            | 13 iulie 1999     | Socorro            | LINEAR                              |
| 40345 -   | 1999 NT9            | 13 iulie 1999     | Socorro            | LINEAR                              |
| 40346 -   | 1999 ND10           | 13 iulie 1999     | Socorro            | LINEAR                              |
| 40347 -   | 1999 NH10           | 13 iulie 1999     | Socorro            | LINEAR                              |
| 40348 -   | 1999 NO10           | 13 iulie 1999     | Socorro            | LINEAR                              |
| 40349 -   | 1999 NF11           | 13 iulie 1999     | Socorro            | LINEAR                              |
| 40350 -   | 1999 NO11           | 13 iulie 1999     | Socorro            | LINEAR                              |
| 40351 -   | 1999 NZ11           | 13 iulie 1999     | Socorro            | LINEAR                              |
| 40352 -   | 1999 ND12           | 13 iulie 1999     | Socorro            | LINEAR                              |
| 40353 -   | 1999 NB13           | 14 iulie 1999     | Socorro            | LINEAR                              |
| 40354 -   | 1999 NQ15           | 14 iulie 1999     | Socorro            | LINEAR                              |
| 40355 -   | 1999 NH17           | 14 iulie 1999     | Socorro            | LINEAR                              |
| 40356 -   | 1999 NZ17           | 14 iulie 1999     | Socorro            | LINEAR                              |
| 40357 -   | 1999 NM18           | 14 iulie 1999     | Socorro            | LINEAR                              |
| 40358 -   | 1999 ND19           | 14 iulie 1999     | Socorro            | LINEAR                              |
| 40359 -   | 1999 NT20           | 14 iulie 1999     | Socorro            | LINEAR                              |
| 40360 -   | 1999 NE21           | 14 iulie 1999     | Socorro            | LINEAR                              |
| 40361 -   | 1999 NG21           | 14 iulie 1999     | Socorro            | LINEAR                              |
| 40362 -   | 1999 NY21           | 14 iulie 1999     | Socorro            | LINEAR                              |
| 40363 -   | 1999 NM23           | 14 iulie 1999     | Socorro            | LINEAR                              |
| 40364 -   | 1999 ND24           | 14 iulie 1999     | Socorro            | LINEAR                              |
| 40365 -   | 1999 NE26           | 14 iulie 1999     | Socorro            | LINEAR                              |
| 40366 -   | 1999 NF27           | 14 iulie 1999     | Socorro            | LINEAR                              |
| 40367 -   | 1999 NA28           | 14 iulie 1999     | Socorro            | LINEAR                              |
| 40368 -   | 1999 NS28           | 14 iulie 1999     | Socorro            | LINEAR                              |
| 40369 -   | 1999 NY28           | 14 iulie 1999     | Socorro            | LINEAR                              |
| 40370 -   | 1999 NZ28           | 14 iulie 1999     | Socorro            | LINEAR                              |
| 40371 -   | 1999 NF30           | 14 iulie 1999     | Socorro            | LINEAR                              |
| 40372 -   | 1999 NG34           | 14 iulie 1999     | Socorro            | LINEAR                              |
| 40373 -   | 1999 NF36           | 14 iulie 1999     | Socorro            | LINEAR                              |
| 40374 -   | 1999 NG36           | 14 iulie 1999     | Socorro            | LINEAR                              |
| 40375 -   | 1999 NO36           | 14 iulie 1999     | Socorro            | LINEAR                              |
| 40376 -   | 1999 NF37           | 14 iulie 1999     | Socorro            | LINEAR                              |
| 40377 -   | 1999 NM39           | 14 iulie 1999     | Socorro            | LINEAR                              |
| 40378 -   | 1999 NW40           | 14 iulie 1999     | Socorro            | LINEAR                              |
| 40379 -   | 1999 NG41           | 14 iulie 1999     | Socorro            | LINEAR                              |
| 40380 -   | 1999 NX42           | 14 iulie 1999     | Socorro            | LINEAR                              |
| 40381 -   | 1999 NK44           | 13 iulie 1999     | Socorro            | LINEAR                              |
| 40382 -   | 1999 NK47           | 13 iulie 1999     | Socorro            | LINEAR                              |
| 40383 -   | 1999 NW47           | 13 iulie 1999     | Socorro            | LINEAR                              |
| 40384 -   | 1999 NC49           | 13 iulie 1999     | Socorro            | LINEAR                              |
| 40385 -   | 1999 NE49           | 13 iulie 1999     | Socorro            | LINEAR                              |
| 40386 -   | 1999 NK49           | 13 iulie 1999     | Socorro            | LINEAR                              |
| 40387 -   | 1999 NL49           | 13 iulie 1999     | Socorro            | LINEAR                              |
| 40388 -   | 1999 NY49           | 13 iulie 1999     | Socorro            | LINEAR                              |
| 40389 -   | 1999 ND50           | 13 iulie 1999     | Socorro            | LINEAR                              |
| 40390 -   | 1999 NR51           | 12 iulie 1999     | Socorro            | LINEAR                              |
| 40391 -   | 1999 NR52           | 12 iulie 1999     | Socorro            | LINEAR                              |
| 40392 -   | 1999 NS53           | 12 iulie 1999     | Socorro            | LINEAR                              |
| 40393 -   | 1999 NW53           | 12 iulie 1999     | Socorro            | LINEAR                              |
| 40394 -   | 1999 NX53           | 12 iulie 1999     | Socorro            | LINEAR                              |
| 40395 -   | 1999 NP54           | 12 iulie 1999     | Socorro            | LINEAR                              |
| 40396 -   | 1999 NT54           | 12 iulie 1999     | Socorro            | LINEAR                              |
| 40397 -   | 1999 NY55           | 12 iulie 1999     | Socorro            | LINEAR                              |
| 40398 -   | 1999 NL57           | 13 iulie 1999     | Socorro            | LINEAR                              |
| 40399 -   | 1999 NW63           | 14 iulie 1999     | Socorro            | LINEAR                              |
| 40400 -   | 1999 NJ64           | 14 iulie 1999     | Socorro            | LINEAR                              |